# Herb Osiecka

Dawny herb gminy

Herb Osiecka – jeden z symboli miasta i gminy Osieck, w postaci herbu.

## Wygląd i symbolika
Herb przedstawia na tarczy w polu czerwonym kroczącego srebrnego jelenia na zielonej murawie, za nim suche drzewo, a przed nim drzewo z liśćmi.

## Historia
Obecny wizerunek herbu został ustanowiony 18 lipca 2016 roku.